# Slaget ved Brody (1941)
Slaget ved Brody (som også omtales som Slaget ved Dubma, Slaget ved Dubno, Slaget ved Rovne, Slaget ved Rovne-Brody) var et kampvognsslag, som blev udkæmpet mellem 1. tyske pansergruppes 3. armé og 48. panserkorps mod fem mekaniserede korps i den sovjetiske 5. og 6. armé. Slaget foregik i et trekantet område mellem byerne Dubno, Lutsk og Brody i Ukraine mellem den 23. og 30. juni 1941. I sovjetisk historieskrivning indgår slaget i Grænseslagene. Selv om den Røde Hærs enheder tilføjede de tyske enheder store tab, blev de udmanøvreret og mistede et stort antal kampvogne. Dette var et af de største panserslag i den indledende fase af Operation Barbarossa og var det største kampvognsslag i 2. verdenskrig indtil slaget ved Kursk to år senere.

## Optakt
Den 1. tyske pansergruppe under kommando af von Kleist havde ordre til at sikre overgangen over floden Bug og rykke frem til Rovno og Korosten med Kijev som det strategiske mål. Den satte to korps i teten og rykkede frem fra Lviv til Rovno i et forsøg på at afskære Lviv – Kiev jernbanen og drive en kile ind mellem den 5. og den 6. russiske armé.
Den sydvestlige sovjetiske front under kommando af Mikhail Kirponos blev overrasket over at den sovjetiske overkommando STAVKA, trods mangelfunde efterretninger, med direktiv nr. 3 beordrede et generelt modangreb på vegne af Georgij Zjukov. Hovedparten af fronthovedkvarterets stab var overbevist om at direktivet ville dreje sig om at indtage en defensiv holdning indtil situationen var mere afklaret. Senere sagde Hovhannes Bagramjan, en stabsofficer ved fronthovedkvarteret, som fik til opgave at skrive en første rapport til Moskva, at "vores første kamprapport til Moskva var fuld af generaliseringer og uklarheder."
Trods det, eller måske netop derfor, kom direktiv nr. 3 til at lyde således:
"Samtidig med at de fastholder et stærkt forsvar ved landegrænsen til Ungarn, skal 5. og 6. armé gennemføre koncentriske angreb i retning mod Lublin, med indsats af mindst 5 mekaniserede korps og frontens luftstyrker, med henblik på at omringe og nedkæmpe de fjendtlige styrker, som er under fremrykning ved fronten Vladimir-Volynski-Krystonopol, og ved udgangen af den 24. juni erobre området ved Lublin."
Om natten mellem den 22. og 23. juni var generalstabschef G. K. Zhukov på vej til den sydvestlige fronts hovedkvarter ved Tarnopol sammen med Nikita Khrushchev, den tidligere leder af organisations departementet i det ukrainske kommunistpartis centralkomite, for at sikre sig at disse ordrer blev ført ud i livet.

## Styrkernes placering
Seks mekaniserede sovjetiske korps med over 2.500 kampvogne var samlet for at tage det i et koncentrisk angreb mod 1. pansergruppes flanker i et forsøg på at etablere et knibtangsangreb fra nord (5. armé) og fra syd (6. armé) som skulle mødes vest for Dubno og afskære dele af den 6. og 17. tyske armé, som udgjorde den nordlige del af Heeresgruppe Süd.
For at opnå dette blev 8. mekaniserede korps overført fra 26. armé, som lå syd for 6. armé og underlagt N. I. Muzychenkos 6. armé. Dette betød at stort set hele den sydvestlige fronts mobile styrker blev indsat mod udgangspunktet for von Kleists fremstød mod Kiev.
Den primære tyske infanterienhed, som var indsat på denne del af fronten, 4. korps under von Schwedler) fra 17. armé (under Carl-Heinrich von Stülpnagel) rykkede frem i sydøstlig retning med den opgave at afskære jernbanen Lviv-Kiev.

## Styrkeforholdet i kampvogne
Den 22. juni 1941 var styrkeforholdet indenfor kampvogne indenfor hele Heeresgruppe Süd og den sydvestlige sovjetiske front således:
| Tyske korps                           | Tyske divisioner                      | Tyske kampvogne i alt | kampvogne med 37 mm kanon (inkl. Panzer 38(t) og Panzer III) | Kampvogne med 50 mm eller større kanon (inkl. Panzer III og Panzer IV |
| ------------------------------------- | ------------------------------------- | --------------------- | ------------------------------------------------------------ | --------------------------------------------------------------------- |
| 3. panserkorps                        | 13. og 14. panserdivision             | 296                   | 42                                                           | 140                                                                   |
| 48. panserkorps                       | 11. og 16. panserdivision             | 289                   | 47                                                           | 135                                                                   |
| 14. panserkorps                       | 9. panserdivision                     | 143                   | 11                                                           | 80                                                                    |
| Alle andre enheder i Heeresgruppe Süd | Alle andre enheder i Heeresgruppe Süd | 0                     | 0                                                            | 0                                                                     |
| I alt                                 |                                       | 728                   |                                                              | 355                                                                   |

| Sovjetiske korps                                | Sovjetiske divisioner             | Sovjetiske kampvogne i alt | T-34 og KV |
| ----------------------------------------------- | --------------------------------- | -------------------------- | ---------- |
| 22. mekaniserede korps                          | 19., 41., 215.                    | 712                        | 31         |
| 15. mekaniserede korps                          | 10., 37., 212.                    | 749                        | 136        |
| 4. mekaniserede korps                           | 8., 32., 81.                      | 979                        | 414        |
| 8. mekaniserede korps                           | 12., 34., 7.                      | 899                        | 171        |
| 9. mekaniserede korps                           | 20., 35., 131.                    | 316                        | 0          |
| 19. mekaniserede korps                          | 40., 43., 213.                    | 453                        | 5          |
| 16. mekaniserede korps                          | 15., 39., 240.                    | 478                        | 76         |
| 24. mekaniserede korps                          | 45., 49., 216.                    | 222                        | 0          |
| (fra sovjetiske vestfront)                      | 109. pansrede division            | 209                        | 0          |
| 2. mekaniserede korps                           | 11., 16., 15.                     | 527                        | 60         |
| 18. mekaniserede korps                          | 44., 47., 218.                    | 282                        | 0          |
| Kampvogne fordelt på forskellige andre enheder, | almindelige riffeldivisioner o.l. | er ikke inkl.              | -          |
| I alt                                           |                                   | 5.826                      | 893        |

## Slaget i luften
Den sovjetiske luftstyrke ved sydvestfronten led samme skæbne som langs hele fronten, dvs. at langt hovedparten af flyene blev ødelagt på jorden, som følge af Stalins afvisning af at alarmere de sovjetiske styrker trods efterretninger om at det tyske angreb var umiddelbart forestående. For eksempel blev løjtnant Arkhipenkos 17. jager regiment fanget på jorden og udraderet på krigens 3. dag. Resterne af regimentet, som blot bestod af 10 I-153er og en Mig 1 blev trukket tilbage til en reserveflyveplads nær Rovno.
Trods det indsatte de sovjetiske styrker alle overlevende fly til støtte for offensiven. Luftslaget afstedkom store tab for de angribende sovjetstyrker. JG 3 under kommando af Fliegerkorps IV nedskød 24 Tupolev SBer den første dag. Blandt de dræbte var lederen af 86. SBAP, Podpolkovnik Sorokin. Kun 20 af de oprindelige 251 SBer var der tilbage. De tyske tab var også store. 28 ødelagte og 23 beskadigede (herunder 8 He 111 og Ju 88).
Det røde luftvåbens indsats var ikke uden effekt. Den sydvestlige fronts luftstyrker fløj 523 missioner mellem den 22. og 24. juni og nedkastede 2.500 bomber. Gustav Shrodek, en kampvognschef i 15. kampvognsregiment (11. panserdivision): "Ved daggry den 24. juni blev regimentet udsat for det første sovjetiske angreb med bombefly. Det var ikke dagens eneste. Tværtimod. Som følge heraf havde regimentet nu adskillige døde og sårede."
På den anden side skulle den næste totale overlegenhed, som Luftwaffe havde i luften blive en vigtig faktor i at bryde det sovjetiske modangreb.

## Opmarch
I angrebet deltog 6 mekaniserede korps under kommando af 5. armé i nord og 6. armé i syd, der var underlagt chefen for den sydvestlige front, Mikhail Kirponos. I kommando af 5. armé skulle Konstantin Rokossovskijs 9. og Feklenkos 19. mekaniserede korps indsættes nordvest for Rovno, mens 22. mekaniserede korps skulle samles nordøst for Lutsk. Mod syd, under kommando af 6. armé skulle Ryabyshevs 8. og I. Karpezos 15. mekaniserede korps indsættes sydvest og nordøst for Brody, mens 4. mekaniserede korps under Andrej Vlasov skulle indsættes mellem Sokal og Radekhov til venstre for 15. mekaniserede korps.
Ifølge planen skulle disse styrker samles og indlede offensiven kl. 22 den 23. juni, 36 timer efter starten på det tyske angreb, i et forsøg på at fange angriberne på det forkerte ben og inden de kunne konsolidere deres stilling ved at fremføre forstærkninger bagfra til støtte for deres hurtigt fremrykkende 11. panserdivision.
De sovjetiske korpschefer led under den forvirring, som var skabt af det chok som det tyske angreb havde afstedkommet, afbrudte kommunikationslinjer, stadige angreb fra luften, mangel på transportmidler og et stort antal civile og soldater på flugt fra den tyske fremrykning, som blokerede vejene og gjorde det vanskeligt for de styrker, som skulle deltage i modangrebet, at nå frem til deres samlingspunkter.
Mens kommunikationen mellem fronthovedkvarteret og de enkelte arméhovedkvarteret i almindelighed fungerede udmærket, var kommunikationen til fronten alvorligt forstyrret, da den var afhængig af civile telefon og telegraflinjer. Tyske sprængningseksperter, luftangreb og endda ukrainske nationalister havde gennemført mange angreb på dette system, og med den ønskede effekt. De ledende officerer ved fronten var ofte afskåret fra kommunikation, og måtte handle på eget initiativ, hvilket havde betydelig indflydelse på effektiviteten af det sovjetiske kommando og kontrolsystem. For eksempel var der chefen for 41. kampvognsdivision i 22. mekaniserede korps, som af mangel på nye ordrer flyttede sin division frem til det tidligere planlagte samlingspunkt ved Kovel, og herved fjernede divisionen fra der hvor kampen foregik.
Et andet udbredt problem var manglen på transportkøretøjer til infanteridelen af de mekaniserede korps. De var kun motoriserede af navn. Mange af disse divisioner havde kun en del af de nødvendige køretøjer til rådighed. De enkelte korpschefer måtte improvisere løsninger for at få alle deres soldater frem til samlingspunkterne.
Det lykkedes Rokossovskij at rekvirere 200 lastbiler fra distriktets reserve i Shepetovka, men alligevel måtte en stor del af hans infanteri sidde oven på kampvogne. Og alligevel måtte mange af hans infanterister gå til fods fordi mange lastbiler blev brugt til transport af ammunition og forsyninger. I et andet tilfælde blev det tunge artilleri i 22. mekaniserede korps efterladt bag fronten, da der ikke var traktorer til rådighed til at trække dem. Chefen for 19. mekaniserede korps valgte at lade sine tropper fremad i to grupper, med kampvognene langt forude mens infanteriet marcherede bagefter, hvilket betød at hans kampvogne ankom til slagmarken uden infanteristøtte. Ryabyshev chefen for 8. mekaniserede korps rapporterede om tilsvarende problemer, da korpsets artilleri blev trukket af umådeligt langsomme traktorer, som forsinkede fremføringen af hele kolonner: "Kolonnerne rykkede frem i højeste fart. Uheldigvis kom det traktortrukne artilleri stadig mere bagefter. Forskellen i hastighed forsinkede hele koncentrationen af styrker ved samlingspunkterne". 
Disse komplikationer blev forværret af at de ledende sovjetiske officerer på stedet tilsyneladende ikke kunne vurdere hvilken angrebsretning der skulle vælges under indtryk af det hurtigt voksende tyske frontfremspring – mellem den 22. og den 24. juni fik 8. mekaniserede korps 3 forskellige instrukser om hvor det skulle samles, den oprindelige ordre fra frontkommandoen, en ny ordre fra chefen for 6. armé og derpå den 24. juni en ny ordre fra frontkommandoen. Det betød at korpset krydsede sin egen vej og vendte om flere gange inden det endelig ankom til Brody.
Senere skrev chefen for 8. mekaniserede korps D. I. Ryabyshev:
"Omkring ved den 2. halvdel af den 25. juni blev korpsets enheder indsat nordvest for Brody. Under den næsten 500 km lange march mistede korpset op imod halvdelen af sine ældre kampvogne og en betydelig andel sit artilleri og sine panserværnskanoner både ved fjendtlige luftangreb og som følge af mekaniske nedbrud. Alle de resterende kampvogne havde også behov for vedligeholdelse i varierende grad, og var ikke i stand til at operere over lange afstande. Så allerede inden starten på modoffensiven befandt korpset sig i en betydelig svækket tilstand."
Som følge af de mange problemer med at samle de styrker som var udpeget til angrebet, blev det oprindelige ambitiøse angrebstidspunkt udskudt 6 timer til kl. 4 om morgenen den 24. juni.
På det tidspunkt hvor denne beslutning blev truffet, om aftenen den 23. juni, blot 48 timer efter at krigen var startet, var 11. panserdivision allerede trængt 65 km ind på sovjetisk område og med 16. panserdivision i sit kølvand. Den 14. og 13. panserdivision var godt på vej ad vejen til Lutsk, med det mål at nå Styrfloden den 24., og 298., 44. og 299. infanteridivision var under fremrykning for at konsolidere fremrykningen.
Selv efter udsættelsen ville modoffensiven begynde drypvis, da hele angrebsstyrken først kunne være på plads to dage senere. Det 4., 8., 9. og 19. mekaniserede korps var stadig undervejs. Infanteristøtten var endnu længere borte.
Kirponos' stabschef general Purkayev skændtes med den politiske officer, som var tilknyttet den sydvestlige front, kommissær Nikolai Vashugin, om denne sag, men Vashugin og Zjukov fik deres vilje: angrebet skulle begynde uden forsinkelse. Kun to kampvognsdivisioner fra 15. mekaniserede korps mod syd og en enkelt kampvognsdivision fra 22. mekaniserede korps mod nord var i stilling til at kunne begynde angrebet den 24. juni.

## Sovjetiske modangreb
De tre sovjetiske enheder, der gjorde sig bemærkede ved at indsætte en kraftig styrke af moderne T-34 og KV-1 kampvogne var 4., 8. og 15. mekaniserede korps. De havde tilsammen 717 af disse kampvogne, næsten halvdelen af de 1.600, som var fremstillet indtil da.
Under hele slaget var omfanget af operationerne og den præcise rolle, som hvert korps skulle spille i planen, slet ikke eller kun i ringe omfang meddelt korpsene. En af korpscheferne (Ryabyshev) bemærkede "korpsets kampordrer indeholdt kun oplysninger om dets egne mål". Der var ingen eller kun lidt kommunikation mellem de forskellige korps for at sikre koordination og derfor var behandles deres indsats hver for sig.

### 10. kampvognsdivision
Den 10. sovjetiske kampvognsdivision var underlagt 15. mekaniserede korps. Den 22. juni 1941 erobrede de forreste bataljoner Radekhiv fra tysk infanteri hvorved de mistede 2 kampvogne. Næste dag stod den her overfor den 11. tyske panserdivision, ødelagde 20 tyske kampvogne mens den selv mistede 6 T-34 og 20 BT kampvogne. Den gennemførte et ordnet tilbagetog på grund af mangel på ammunition. Den 26. juni ødelagde divisionen 23 tyske kampvogne og en infanteribataljon i nærheden af Radekhiv, hvorved den mistede 13 KV-1 og 12 BT-7 kampvogne.

### 15. mekaniserede korps
15. mekaniserede korps havde i alt 749 kampvogne, heriblandt 136 KV-1 og T-34. Under slaget rykkede korpset kaotisk rundt i trekanten Radekhiv-Brody-Busk, drevet af en række inkonsistente ordrer. Bortset fra de to ovenfor nævnte kampe, hvor 10. kampvognsdivision var indblandet, kom styrken ikke i kamp. Den 7. juli 1941 indrapporterede den fra Berezovka (300 km fra den tidligere grænse) og da havde den 9% af sine kampvogne tilbage.

### 22. mekaniserede korps
Den 24. juni angreb korpset i retning af Vinnytsja. Den 29. indrapporterede den, at den havde 19% af sine kampvogne tilbage. Den 1. juli angreb et regiment uden held i retning af Dubno. Den 15. juli 1941 havde 22. mekaniserede korps blot 4% af sine kampvogne tilbage.

### 19. mekaniserede korps
Den 26. juni angreb korpset i retning af Dubno nordfra, men manglede nogle få kilometer i at nå målet. Den 29. juni rådede korpset over 32 kampvogne ud af de oprindelige 453.

### 8. mekaniserede korps
Ryabyshevs 8. mekaniserede korps ankom endelig i kampområdet den 25. juni.
Den 26. juni angreb 8. mekaniserede korps som helhed og med held i retning af Brody–Berestechko mod dele af den tyske 11. panserdivision. Trods mange tilfældigheder og vanskeligheder lod det til at det sovjetiske angreb havde en vis medvind i starten. Det ramte tyskerne under fremrykning uden forberedte stillinger og ryddede de hastigt indrettede tyske panserværnsstillinger, der var bemandet med motorcykeltropper tilknyttet 48. panserkorps.
Senere fungerede 8. mekaniserede korps delt i Popels gruppe og en anden styrke som forblev under kommando af Ryabyshev.

#### Popels gruppe
Gruppen havde omkring 300 kampvogne herunder ikke mindre end 100 T-34 og KV-1. Den 27. juni overraskede og besejrede Popels gruppe den bagerste del af 11. panserdivision og erobrede Dubno, som var et vejkryds af strategisk betydning. Det var den mest vellykkede sovjetiske indsats på daværende tidspunkt, da den afskar forsyningslinjerne til den pansrede tyske spydspids – 11. panserdivision. Denne sejr blev imidlertid ikke udnyttet af den sovjetiske ledelse, som ikke etablerede forbindelse med Popel og sørgede for forsyninger og forstærkninger. Gruppen ventede i Dubno og forberedte sig på forsvar, hvorved den mistede det operative initiativ.
Den tyske overkommando betragtede situationen som alvorlig:
| Citat                         | I Heeresgruppe Süds område er der fortsat kraftige kampe på højre flanke af Pansergruppe 1. Det russiske 8. kampvognskorps har skabt et dybt gennembrud i vores front og er nu bag 11. panserdivision. Dette gennembrud har i alvorlig grad forstyrret vort bagområde mellem Brody og Dubno. Fjenden truer Dubno fra sydvest … fjenden har også adskillige adskilte kampvognsgrupper, som opererer bag pansergruppe 1 og som evner at dække betydelige strækninger. | Citat |
| General Franz Halder (dagbog) | |       |

Den 28. juni havde tyskerne samlet enorme styrker. Popels gruppe kom under angreb af enheder fra 16. motoriserede division, 75. infanteridivision, 2 andre tyske infanteridivision og 16. panserdivision. Popel blev omringet i Dubno, som han forsvarede indtil 1. juli, hvor han trak sig tilbage.

#### Ryabyshevs gruppe
Gruppen havde 303 kampvogne, heriblandt 49 T-34 og 46 KV-1. I et forsøg på at følge Popov mødte og angreb den den 28, juni tyskernes 57. og 75. infanteridivision foruden enheder fra 16. panserdivision. Angrebet mislykkedes og de sovjetiske styrker trak sig hurtigt tilbage. Den 1. juli indrapporterede Ryabyshev fra Tarnopol med 207 kampvogne, heriblandt 31 T-34 og 43 KV-1. Uden yderligere kampe rykkede 8. motoriserede korps til Kozjatyn, hvor det den 7. juli havde 43 kampvogne tilbage – 5 % af antallet før krigens start.

### 4. mekaniserede korps
Det 4. mekaniserede korps, under kommando af Andrej Vlasov, var det mest slagkraftige i Ukraine. Det havde 313 T-34 og 101 KV-1 ud af i alt 979 kampvogne. Det tog længst tid om at reagere på ordrer og fik ikke formeret sig til angreb. Det vigtigste det opnåede var den 28. juni hvor den sikrede 15. mekaniserede korps' tilbagetog under pres fra tysk infanteri. Uden at angribe eller blive angrebet indberettede korpset den 12. juli, at det kun havde 6 % af sine KV-1, 12 % af sine T-34 og 4 % af sine lette kampvogne tilbage.
Udover disse var der ikke flere sovjetiske modangreb af betydning i dette slag.

## Afgørelse, ubeslutsomhed og forvirring: Den historiske debat
Det er svært at afgøre i hvilket omfang den tøven og forvirring der herskede blandt de sovjetiske hærchefer den 27. fik betydning for resultatet af slaget og det tyske angreb ind i Ukraine.
På det tidspunkt hvor de sovjetiske styrker havde erobret Dubno og afskåret spydspidsen i det tyske angreb mente Korponos at det samme tyske angreb truede med at flankere og omringe de sovjetiske styrker mod syd. Dette fik ham til at udstede ordre om at stoppe offensiven og gennemføre en generel tilbagetrækning for at forkorte frontlinjen og "forhindre at fjendens kampvognsenheder trængte ind i bagområderne bag 6. og 26. armé", ifølge H. Baghramyan.
Georgij Zjukov var hurtig til at få ændret disse ordrer efter en diskussion med frontchefen og hans stab. Ordrer om et fornyet angreb blev udstedt to timer senere. Dette førte til endnu mere af den forvirring, som var symptomatisk for den sovjetiske ledelse af dette slag. Rokossovskij, som havde kommandoen over 9. mekaniserede korps, som angreb nordfra, undlod ganske enkelt at følge disse nye ordrer, og sagde senere: "Vi havde igen fået ordre om at gå til modangreb; men fjenden var så meget stærkere end os, at jeg personligt tog ansvaret for at stoppe modoffensiven og møde fjenden i forberedte stillinger", mens Ryabyshev, som havde kommandoen over 8. mekaniserede korps mod syd pligtskyldigt adlød og genoptog angrebet.
Ryabyshev lader til at indtage det standpunkt, som Zjukov havde på daværende tidspunkt, nemlig at hvis angrebet var blevet fortsat aggressivt og uden tøven, kunne den sovjetiske offensiv være lykkedes til sidst. På den anden side synes de efterfølgende hændelser at retfærdiggøre Kirponos' synspunkt, som var at angrebet var forhastet og ville destabilisere hele fronten. Kort efter at de sovjetiske angreb var blevet slået tilbage fik marskal Semyon Budyonny overdraget kommandoen over både den sydvestlige og den sydlige front. Slaget ved Uman udviklede sig til en katastrofe og 1½ mio. sovjetiske soldater blev taget til fange da 26. og 12. armé blev omringet efter at Heeresgruppe Süd genoptog sit angreb ved at dreje mod syd fra de stillinger den havde indtaget under slaget ved Dubno -- et resultat, som Kirponos havde skitseret i sine diskussioner med Zjukov om visdommen i modangrebet ved Dubno.
Fra om morgenen den 27. var det faktum, at Rokossovskij og Ryabyshev uden at vide det reagerede forskelligt, og det kan ikke havde hjulpet.
Sammenstødet mellem Kirponos og Zjukov var uden tvivl det, som førte Zjukov til at sige til den sydvestlige fronts politiske officer Nikita Khrusjtjov: "Jeg er bange for, at Deres frontchef (Kirponos) her er temmelig svag", en anklage, som Kirponos aldrig skulle blive i stand til at imødegå, da han døde i slaget om Kiev efter at byen var blevet omringet.

## Konklusion
Slaget mellem pansergruppe 1 og de mekaniserede korps var de mest intense under hele invasionen og varede i hele fire dage. De sovjetiske tropper kæmpede indædt og besætningerne på de tyske kampvogne og panserværnskanoner opdagede til deres skræk, at de nye sovjetiske T-34 kampvogne var omtrent immune over for deres våben. De nye tunge KV-1 og KV-2 kampvogne var nærmest usårlige over for alle tyske panserværnsvåben, men den Røde Hærs forsyningstjeneste var totalt brudt sammen på grund af angreb fra Luftwaffe.
De tyske Kampfgeschwader, nemlig KG 51, KG 54 og KG 55 bidrog med en række kraftige lavtgående angreb mod sovjetiske mål på jorden. Det 15. mekaniserede korps' hovedkvarter blev ødelagt, og dens chef Generalmajor Ignat Karpezo blev såret. Luftwaffe ødelagde omkring 200 sovjetiske kampvogne i dette område.
De fem korps fra den Røde Hær blev mishandlet mens de var koncentreret til store kraftfulde enheder. De tyske tropper søgte at isolere enkeltenheder og derpå ødelægge dem. I mellemtiden hang Luftwaffe over slagmarken og kunne adskille de sovjetiske kampvogne fra deres infanteristøtte og forhindre at de fik ny ammunition og brændstof. I den sidste ende lykkedes det ikke det sovjetiske modangreb at nå frem til Dubno på grund af utilstrækkelig planlægning og manglende koordination.

## Efter slaget
Pansergruppe 1 fik alvorlige skader i slagene omkring Dubno og mistede kampvogne i stort tal, men den overlevede slaget i operationsdygtig stand. De sovjetiske styrker derimod led alvorlige tab og de fleste styrker var ikke længere operationsdygtige. Denne vellykkede defensive indsats gjorde det muligt for tyskerne at fortsætte deres offensiv, selv om den var blevet forsinket betydeligt af den overraskende ihærdighed i de sovjetiske modangreb.